# بیچز
بیچز (انگلیسی: The Beaches) محله ای در تورنتو، انتاریو، کانادا است. این نام به دلیل چهار سواحل آن در دریاچه انتاریو است. این محله در شرق مرکز شهر تورنتو در شهر «قدیمی» تورنتو واقع شده‌است. مرزهای تقریبی این محله از خیابان ویکتوریا پارک در شرق تا جاده کینگستون (تورنتو)در شمال، در امتداد خیابان داندس تا خیابان کوکسول در غرب، از جنوب تا دریاچه انتاریو است.